# Marston Road (Stafford)

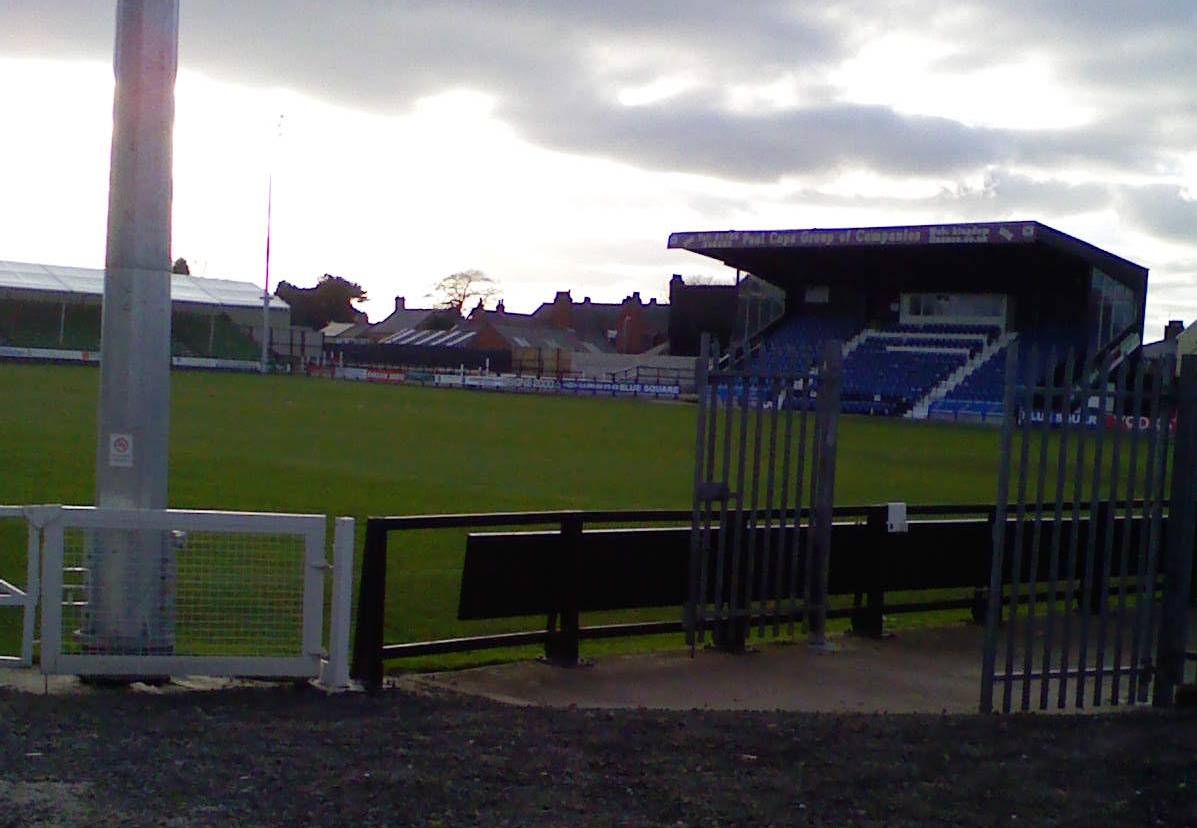
Marston Road

Marston Road är en fotbollsarena i Stafford i England. Den kan ta 4 000 åskådare och är hemmaplan för Stafford Rangers FC.
Stafford Rangers har spelat på Marston Road (även kallad The Marsh) i mer än 110 år. Den första tävlingsmatchen spelades den 5 september 1896 mot Dresden Uniteds reservlag. Arenans namn var från början The Albion Ground.